# Eliot Noyes
Eliot Noyes, nome completo Eliot Fette Noyes (Boston, 12 agosto 1910 – New Canaan, 18 luglio 1977), è stato un architetto e designer statunitense.

## Biografia

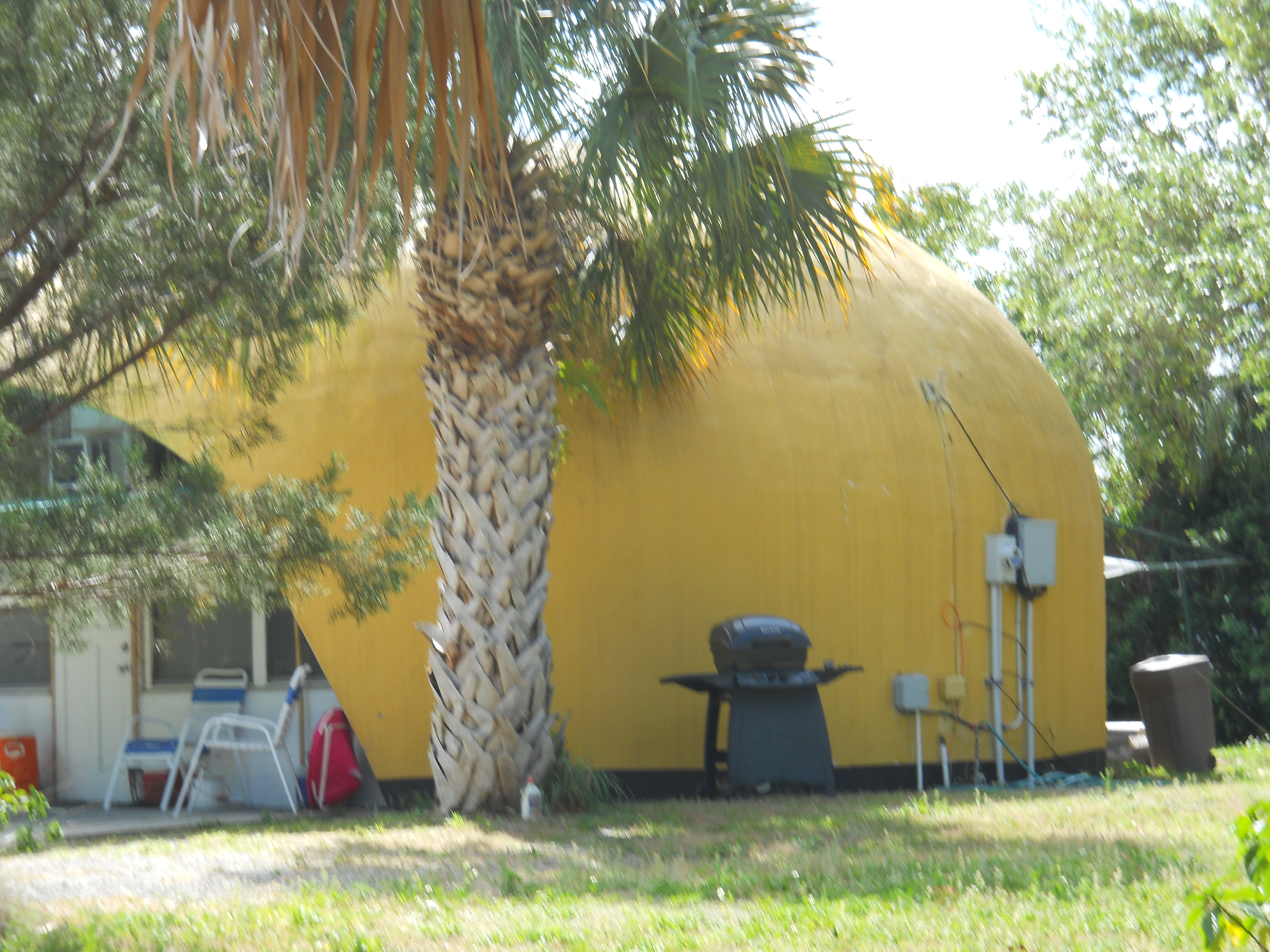
Bubble Houses, Hobe Sound

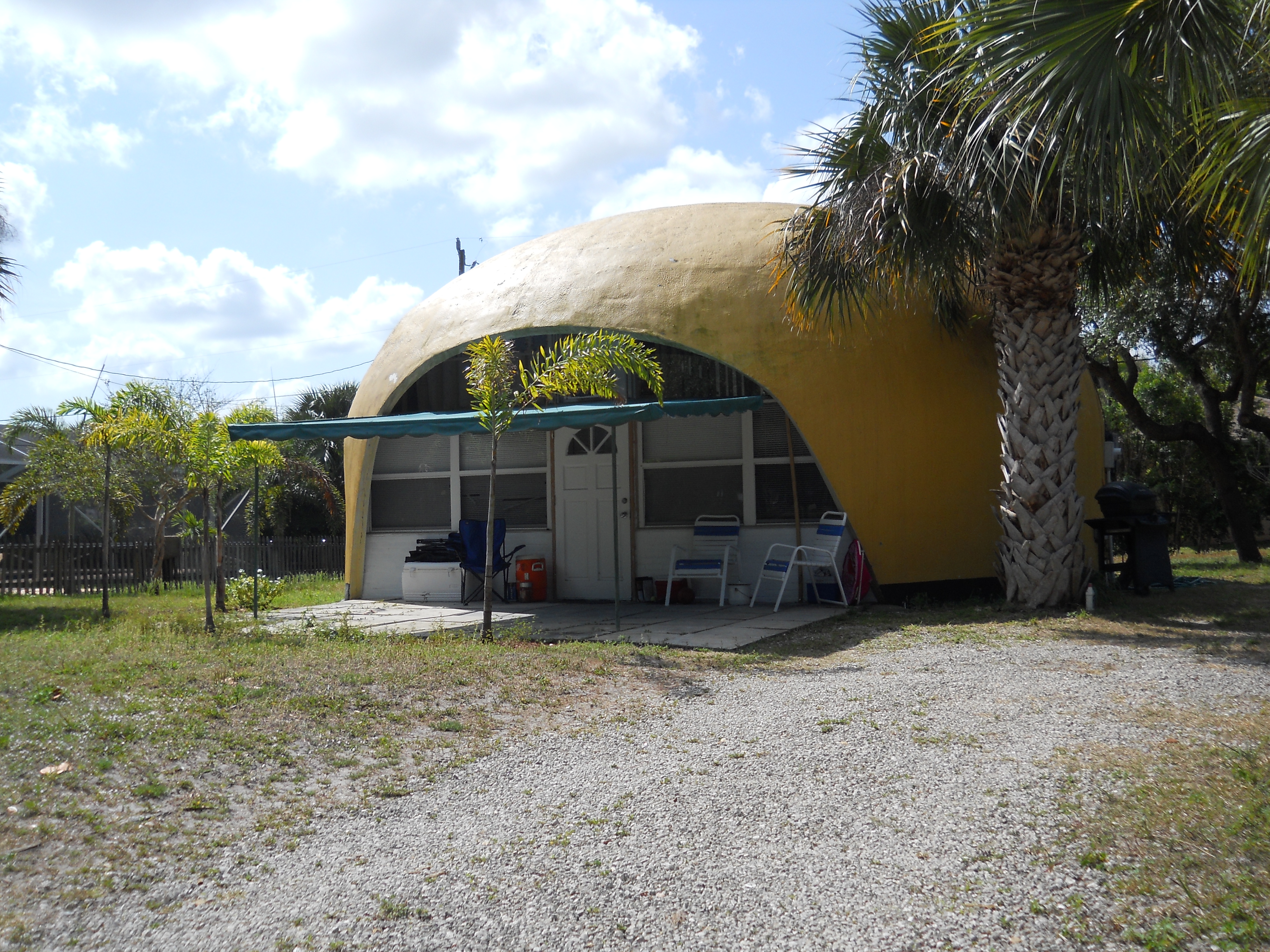
Bubble Houses, Hobe Sound

Eliot Noyes nacque a Boston il 12 agosto 1910.
Poco tempo dopo la sua nascita, Noyes e la sua famiglia si trasferirono in Colorado dove soggiornarono per alcuni anni, prima di stabilirsi a Cambridge, nel Massachusetts, dove il padre di Noyes insegnava inglese all'Università di Harvard e sua madre era una pianista.
Noyes si iscrisse ad Harvard per la prima volta nel 1932 in letteratura classica.
Quando arrivò ad Harvard, la scuola era ancora sotto l'influenza del movimento di Architettura Beaux-Arts, tuttavia, dopo aver incontrato il docente ospite Le Corbusier, la sua concezione architettonica cambiò completamente, ispirandosi al lavoro di Le Corbusier ed al Bauhaus. Dopo un suo viaggio in Iran, rientrando ad Harvard, Noyes scoprì che Walter Gropius e Marcel Breuer erano già arrivati lì e con loro le nuove idee moderniste. Nel 1938 Noyes si laureò in architettura presso la Harvard Graduate School of Architecture.
Subito dopo la laurea Noyes lavorò con lo studio di Walter Gropius e Marcel Breuer a Cambridge, inoltre dal 1939 al 1946 Noyes diresse il Department of International Design del Museum of Modern Art (MoMA) di New York.
Partecipò alla seconda guerra mondiale nell'Aeronautica militare, dove raggiunse il grado di maggiore.
La prima casa progettata da Noyes venne costruita a New Canaan, la Tallman House nel 1950, seguita nello stesso anno dalla Bremer House, dalla Ault House (1951), dalla Weeks House (1953), dalla Noyes House (1955) e dalla Wilton Library (1974) nella città di Wilton.
Tra le sue opere di maggior successo, consenso ed interesse, risultò la Balloon House ad Hobe Sound in Florida, caratterizzata da una originale tecnica costruttiva, utilizzante come cassaforma una enorme camera d'aria semisferica in plastica, simile a quelle usate per la copertura dei campi da tennis, che ha subìto uno speciale trattamento sulle superfici: sul pallone viene gettato del calcestruzzo a presa rapida e quando ha fatto presa, la camera d'aria viene sgonfiata per essere riutilizzata. Le cupole che si ottengono hanno uno spessore ridotto, inoltre le forme che ne risultano hanno una rispondenza alle esigenze della scienza delle costruzioni che può essere difficilmente ottenuta con le casseforme tradizionale.

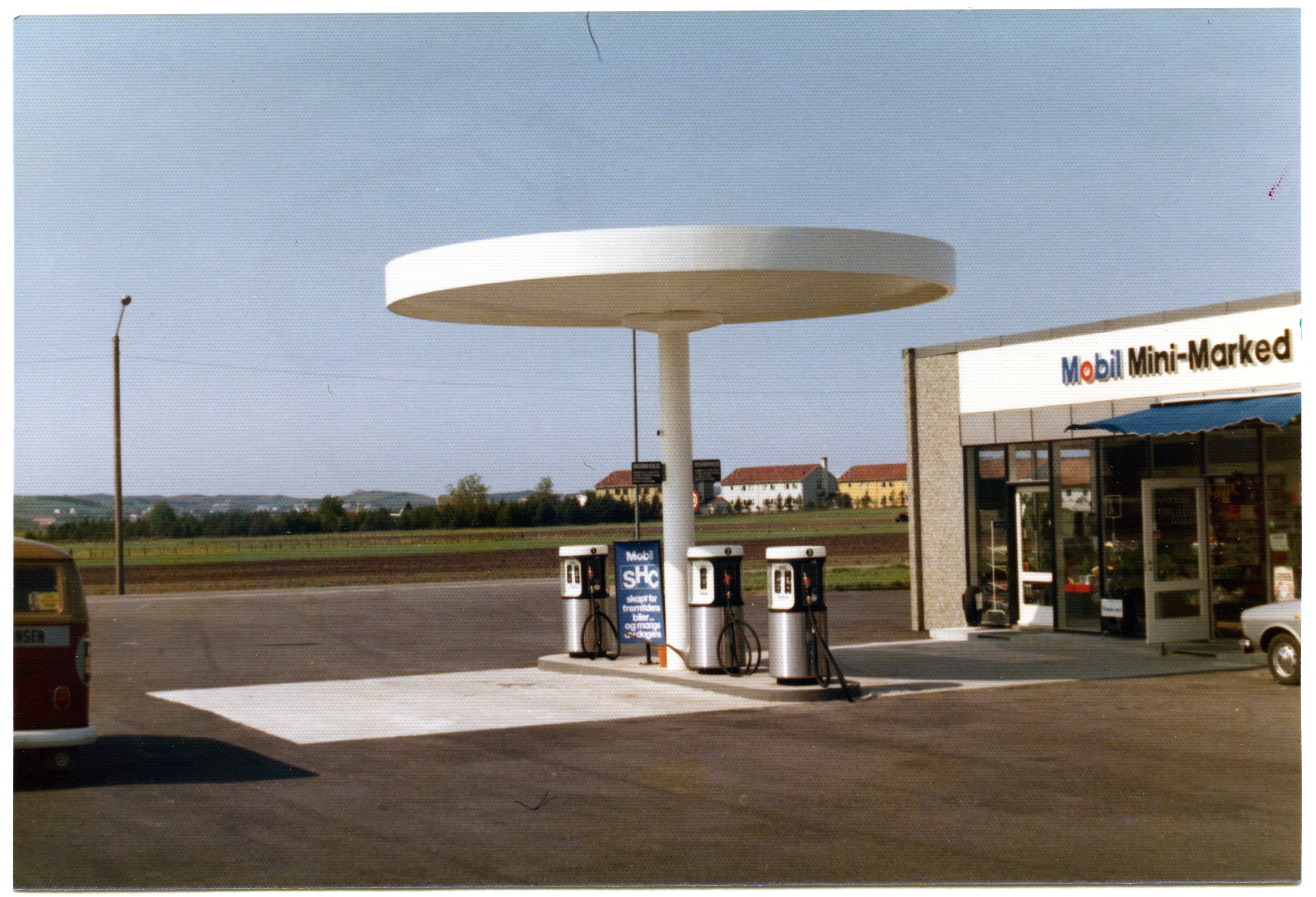
Una stazione di servizio "Pegasus" della Mobil

Noyes per ventun'anni, a partire dal 1965, collaborò come direttore del design per la Mobil, disegnando a partire dal 1966 le famose stazioni di servizio tonde, denominate "Pegasus" o "tipo Noyes", e i relativi distributori di carburante (prodotti dall'americana Gilbarco) presenti in tutto il mondo; la forma rotonda, oltre a convogliare l'attenzione degli automobilisti sull'isola di rifornimento e a dare agli impianti una forma immediatamente riconoscibile, riprendeva anche l'idea di movimento di cui la compagnia era portatrice.
Nello stesso periodo, Noyes lavorò anche per la Westinghouse e per IBM, progettando la macchina da scrivere IBM Selectric nel 1961; per quest'ultima azienda progettò inoltre numerosi altri prodotti, oltre a creare il primo programma di progettazione aziendale e a disegnare gli edifici dell'azienda, quali l'edificio a Garden City (New York, 1966) e l'IBM Aerospace Building a Los Angeles (1964).